# Anastassija Wladimirowna Russkich

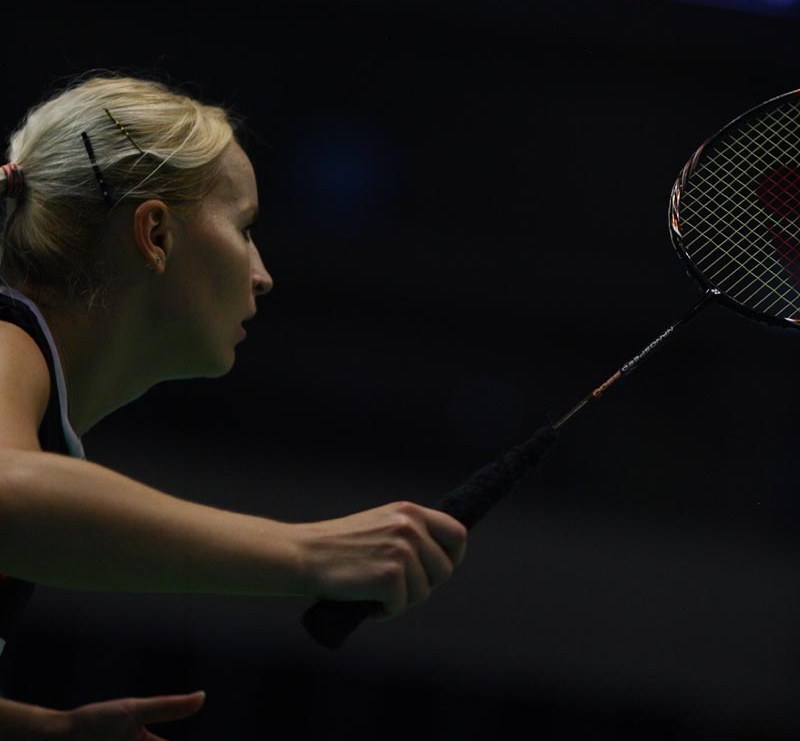
Anastassija Russkich

Anastassija Wladimirowna Russkich (russisch Анастасия Владимировна Русских, englische Transkription Anastasia Russkikh; * 20. Mai 1983 in Gattschina) ist eine russische Badmintonspielerin.

## Karriere
Anastassija Russkich gewann 2001 ihren ersten russischen Meistertitel und im gleichen Jahr auch die Dutch Open, die Estonian International und die Austrian International. 2002 siegte sie bei den Slovenian International, 2003 bei den Slovak International und den Welsh International. Weitere Siege folgten in den Jahren danach in Finnland, Ungarn, Spanien, Italien, Norwegen und Bulgarien. 2010 wurde sie Vizeeuropameisterin im Damendoppel.